# Cadiz (Kentucky)
Cadiz è un comune degli Stati Uniti d'America, situato nello Stato del Kentucky, nella Contea di Trigg, della quale è il capoluogo.